# Chega de saudade (album)
Chega de saudade è il primo album del cantante e chitarrista brasiliano João Gilberto, pubblicato dalla Odeon EMI nel 1959 (Odeon MOFB 3073).

## Il disco
Chega de saudade è convenzionalmente considerato il primo album di bossa nova mai pubblicato. La nascita del genere è generalmente fatta coincidere, storicamente, con l'uscita dell'album interamente composto da Antônio Carlos Jobim e da Vinícius de Moraes per la cantante Elizete Cardoso, Canção do amor demais, uscito nel 1958 per la Festa. Il disco conteneva due pezzi nei quali la chitarra era suonata da João Gilberto, Outra vez e Chega de saudade. Soprattutto quest'ultima canzone colpì per l'innovativa cadenza della chitarra, la caratteristica batida che rese celebre il musicista baiano.
Non passò molto tempo che Jobim, allora alla Odeon, fece incidere a Gilberto la sua versione di Chega de saudade in un 78 giri che conteneva anche un brano composto dallo stesso Gilberto, Bim bom. Poi, verso la fine dell'anno, fu realizzato un altro 78 giri con una nuova canzone di Jobim, Desafinado e con Hô-bá-lá-lá di Gilberto.
Il successo in Brasile, dopo un incerto inizio, fu clamoroso e il chitarrista divenne il più ricercato e copiato esponente della "nuova onda". Cantava baixinho, cioè con voce bassa, diversamente da quanto facevano i cantanti di samba-canção e di bolero più in voga, senza vibrato. Soprattutto il modo di suonare la chitarra colpì i giovani esponenti della nascente bossa nova che elessero immediatamente João Gilberto a loro idolo.
Il primo album, intitolato proprio Chega de saudade, fu registrato sotto la direziona artistica di Jobim e conteneva, oltre ai quattro pezzi già pubblicati sui due singoli, alcune canzoni che già da anni facevano parte del repertorio di Gilberto nel periodo in cui, ancora semi-sconosciuto, le utilizzava come base per sperimentare il suo nuovo modo di suonare e di cantare sussurrato.
Vicino alle canzoni di Jobim e a quelle di Carlos Lyra e Ronaldo Bôscoli, giovani autori appartenenti al gruppo della bossa nova, furono inseriti anche canzoni di autori tradizionali, come Ary Barroso e Dorival Caymmi, che, teoricamente, erano quanto di più lontano ci fosse dal nuovo suono. João Gilberto non aveva preclusioni nei confronti del passato, anzi, lui con quella musica c'era cresciuto. La scelta di registrare brani che potevano essere attribuiti alla "vecchia guardia" aiutò molto la bossa nova nell'essere accettata anche dall'ambiente musicale e discografico mainstream di Rio de Janeiro e di San Paolo. Così Ary Barroso, uno dei musicisti e autori più rispettati del Brasile, divenne inconsapevolmente anche lui bossa nova.
Jobim, che era rimasto molto colpito da Gilberto, lo prese sotto la sua ala protettiva per diverso tempo, facendogli incidere altri dischi in Brasile e accompagnandolo anche durante l'avventura americana per la registrazione del disco con Stan Getz nel 1963 (Getz/Gilberto che contribuì in modo determinante al successo della bossa nova negli Stati Uniti e quindi nel mondo).
Chega de saudade è importante anche perché nelle note di copertina scritte da Jobim viene, forse per la prima volta, utilizzato su un disco la definizione di "bossa nova".
(Antônio Carlos Jobim, note di copertina di Chega de saudade)
Nel 1963 la Atlantic Records pubblicò senza grande successo The Warm World of João Gilberto (Atlantic 8076), versione statunitense di Chega de saudade, ma con le canzoni in ordine diverso.
L'album Chega de saudade è stato ristampato sia su vinile sia su CD, in questo caso con quattordici bonus tracks, di cui undici eseguite da altri artisti. Nel 1988 fu pubblicato dalla Odeon EMI un doppio album antologico che conteneva tutte le canzoni dei primi tre album, poi riedito su CD nel 1990 dalla World Pacific. Il disco, intitolato O mito nella versione brasiliana (EMI 164-79115-1) e The legendary João Gilberto nella versione internazionale (World Pacific CDP 7 93891 2), fu ritirato dal commercio per una disputa legale tra il cantante bahiano e la EMI. Di The legendary João Gilberto fu realizzata nel 1983 dalla EMI francese anche una versione su CD intitolata 38 Titres - Bossa Nova

## Tracce
1. Chega de saudade - (Antonio Carlos Jobim, Vinicius de Moraes) - 2:02
2. Lobo bobo - (Carlos Lyra, Ronaldo Bôscoli) - 1:20
3. Brigas nunca mais - (Antonio Carlos Jobim, Vinicius de Moraes) - 2:06
4. Hô-bá-lá-lá - (João Gilberto) - 2:16
5. Saudade fez um samba - (Carlos Lyra, Ronaldo Bôscoli) - 1:47
6. Maria ninguém - (Carlos Lyra) - 2:22
7. Desafinado - (Antonio Carlos Jobim, Newton Mendonça) - 1:58
8. Rosa morena - (Dorival Caymmi) - 2:05
9. Morena boca de ouro - (Ary Barroso) - 1:58
10. Bim bom - (João Gilberto) - 1:14
11. Aos pés da cruz - (Marino Pinto, Zé Gonçalves) - 1:34
12. É luxo só - (Ary Barroso, Luiz Peixoto) - 1:57

## Bonus tracks CD (2010)
1. "A Felicidade (Happiness)" (Antônio Carlos Jobim, Vinícius de Moraes) - João Gilberto
2. "Manhã de Carnaval (Morning of the Carnival)" (Luiz Bonfá, Antônio Maria, Maria Bonfa) - João Gilberto
3. "O nosso amor (Our Love)" (Antônio Carlos Jobim, Vinícius de Moraes) - João Gilberto
4. "Chega de saudade" (Antônio Carlos Jobim, Vinícius de Moraes) - Elizete Cardoso
5. "Chega de saudade" (Antônio Carlos Jobim, Vinícius de Moraes) - Os Cariocas
6. "Lobo bobo" (Carlos Lyra, Ronaldt Boscoli) - Alaide Costa
7. "Lobo bobo" (Carlos Lyra, Ronaldt Boscoli) - Walter Wanderley
8. "Hô-bá-lá-lá" (João Gilberto) - Walter Wanderley
9. "Hô-bá-lá-lá" (João Gilberto) - Norma Bengell
10. "Hô-bá-lá-lá" (João Gilberto) - Bene Nunes
11. "Maria ninguém" (Carlos Lyra) - Bola Sete
12. "Minha saudade" (My Longing)" (João Gilberto, João Donato) - Bola Sete
13. "Minha saudade" (My Longing)" (João Gilberto, João Donato) - Alaide Costa
14. "Minha saudade" (My Longing)" (João Gilberto, João Donato) - João Donato